# Filicide

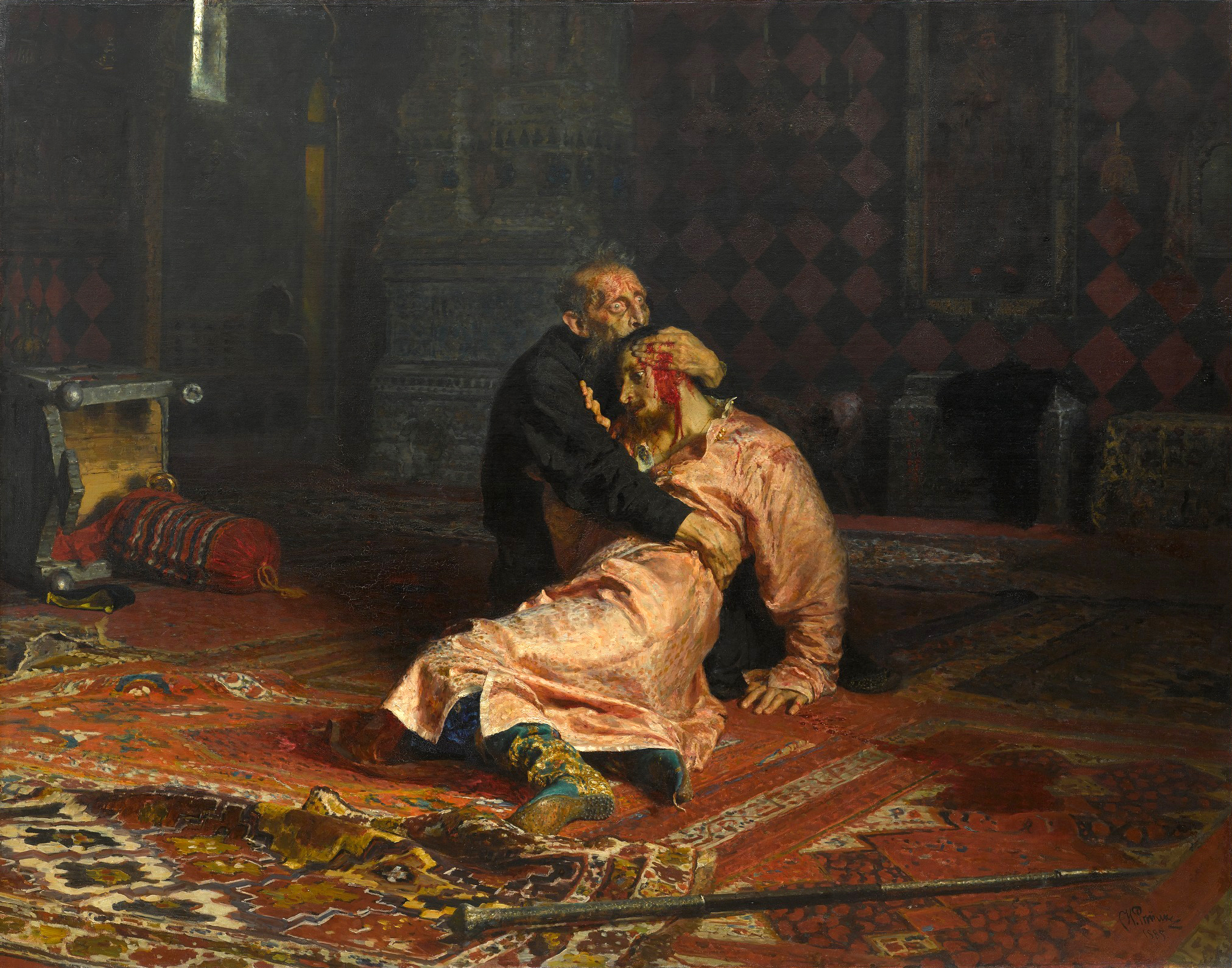
Ivan le Terrible et son fils Ivan le 16 novembre 1581, par Ilya Yefimovich Repin

Le filicide est l'acte délibéré du parent qui tue son propre enfant. Le mot filicide est dérivé des mots latins filius et filia (fils et fille), et du suffixe -cide, qui signifie tuer, assassiner ou causer la mort. Le mot peut désigner à la fois le crime et l'auteur du crime.

## Droit par pays

### Droit canadien
En droit pénal canadien, il existe trois types d'homicide coupable :  le meurtre (art. 229 C.cr.), l'infanticide (art. 233 C.cr.) et l'homicide involontaire coupable (art. 234 C.cr.,  222 (5) C.cr.). Le filicide n'est pas une catégorie distincte d'homicide dans le Code criminel et il ne doit pas être confondu avec l'infanticide, car l'infraction d'infanticide ne vise que les homicides commis par la mère d'un nouveau-né sur un nouveau-né. Par conséquent, comme il ne s'agit généralement pas d'un infanticide, le filicide va en règle générale être poursuivi sous les infractions de meurtre ou d'homicide involontaire coupable. Lorsque les procureurs de la poursuite sont en mesure de prouver la préméditation et le propos délibéré, le chef d'accusation utilisé sera plus précisément l'infraction de meurtre au premier degré.

### Droit français
En France, le filicide volontaire est un crime couvert par l'article 221-4 alinéas 1, 3 et 4ter du code pénal. Il est passible de la réclusion criminelle à perpétuité.

## Types de filicide
Le Dr Phillip Resnick a publié une recherche sur le filicide en 1969, et a dénombré quatre motifs principaux, à savoir « altruisme », « maltraitance fatale », « enfant non désiré » et « vengeance du conjoint ». Les meurtres dits « altruistes » se produisent lorsque le parent croit que le monde est trop cruel pour l'enfant, ou qu'il souffre (que cela soit vrai ou non). Dans les meurtres liés à la maltraitance fatale, le but n'est pas toujours de tuer l'enfant, mais la mort peut néanmoins survenir : le Syndrome de Münchhausen par procuration appartient à cette catégorie. Les assassinats par vengeance entre époux sont des assassinats d'enfants commis pour nuire indirectement à un partenaire, ils sont rares. Glen Carruthers, auteur de Making sense of spousal revenge filicide, a fait valoir que ceux qui commettent des meurtres par vengeance conjugale voient leurs propres enfants comme des objets. 

## Affaires liées
- Au Canada : 
  - l'affaire Guy Turcotte [7]
  - l'affaire Robert Latimer[8]
  - l'ensemble des affaires cataloguées dans les médias québécois sous le terme « drame familial », par ex. l'affaire De Montigny c. Brossard (Succession)[9]

- En France : l'affaire Anne Ratier (février-mars 2019).